# کاسپار (نمایشنامه)
کاسپار نمایش‌نامه‌ای پست مدرن از پیتر هاندکه است. این نمایش با الهام از سرگذشت مرموز کاسپار هاوزر نوشته شده‌است. داستان این نمایش‌نامه مربوط به جوانی است که به‌طور ناگهانی و با وضعی مضحک در شهر پدیدار می‌شود و توان تکلم ندارد. او پس از آموزش‌هایی که می‌بیند می‌گوید تا ۱۷ سالگی در اتاقی تاریک زندگی کرده‌است. این نمایش‌نامه فلسفی به نقش زبان در تفکر و تمدن پرداخته‌است.
نمایش‌نامه کاسپار به زبان فارسی ترجمه شده‌است.
پیتر هاندکه از مطرح‌ترین نویسندگان و اندیشمندان آلمانی‌زبان است و متن نمایش‌نامه کاسپار او را متنی فلسفی می‌دانند.
نمایش‌نامه کاسپار جزء نخستین نوشته‌های این نویسنده است. این نمایشنامه توسط محسن معینی در ایران به روی صحنه رفته‌است

## اجراها

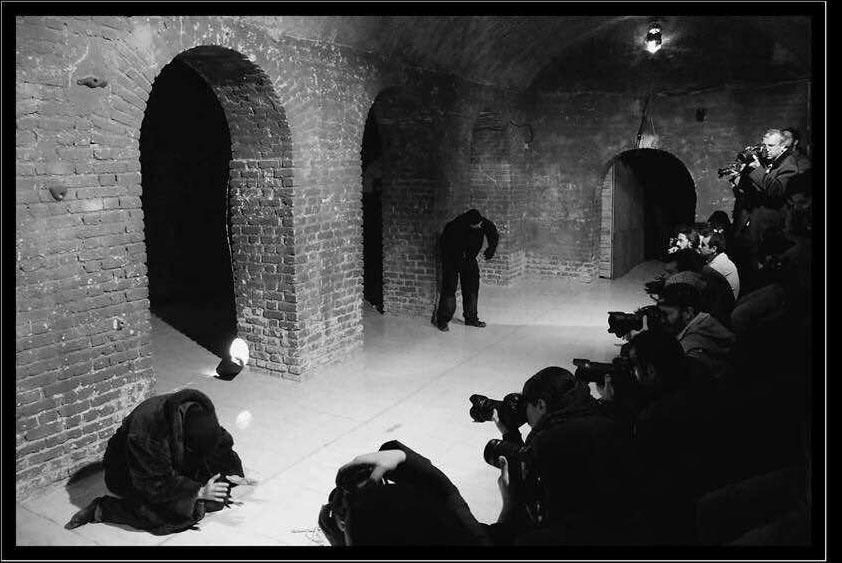
کاسپار اجرای محسن معینی ۱۳۹۳

کاسپار  عنوان نمایشی نوشته پتر هاندکه که با دراماتورژی، طراحی و کارگردانی محسن معینی و تهیه‌کنندگی نگین میرحسنی واحد در تماشاخانه آو به روی صحنه رفت. اجرای این نمایش سه بار تمدید شد و مورد استقبال تماشاگران قرار گرفت.
متن نمایش‌نامه هاندکه بر اساس معمای کاسپار هاوزر نوشته شده‌است و در رده نمایش‌نامه‌های فلسفی قرار دارد.
نمایش کاسپار در بهمن سال ۱۳۹۳ به روی صحنه رفت.